# David Praporgescu
David Praporgescu (Turnu Magurele, 13. prosinca 1856. – Muntii Coti, 13. listopada 1916.) je bio rumunjski general i vojni zapovjednik. Tijekom Prvog svjetskog rata zapovijedao je 20. divizijom, te I. korpusom.

## Vojna karijera
David Praporgescu rođen je 13. prosinca 1856. u Turnu Magureleu. Osnovnu i srednju školu pohađao je u rodnom gradu. U trećem razredu dobiva stipendiju, nakon čega završava školu u Bukureštu. Nakon završetka škole radi kao učitelj u Liti, selu u blizini rodnoga grada. U listopadu 1886. kao dobrovoljac stupa u 11. calarašku pukovniju rumunjske vojske. S činom narednika dobiva odobrenje za polaganje završnog ispita u Konjičkoj časničkoj školi kojeg uspješno polaže. Od 1889. pohađa Specijalnu šlolu za konjaništvo koju završava iduće 1890. godine kao prvi u klasi. Nakon toga ponovno služi u 11. calaraškoj pukovniji u kojoj u travnju 1893. dostiže čin poručnika. Potom je raspoređen u 6. calarašku pukovniju u Craiovi, da bi nakon toga bio upućen na specijalizaciju u konjičku školu u Francuskoj. Godine 1895. vraća se u Rumunjsku, te je raspoređen je na službu u 1. pukovniju u Galatiju. Te iste godine unaprijeđen je u čin satnika.

Godine 1902. Praporgescu je ponovno upućen na školovanje u inozemstvo, ovaj put u Austro-Ugarsku, gdje se nalazi na službi u 12. ulanskoj pukovniji, 4. konjičkoj brigadi, te IV. korpusu. Krajem 1903. vraća se u Rumunjsku gdje idućih pet godina vodi odjel u Časničkoj školi za pješaštvo i konjicu gdje predaje predmet konjica i konjička taktika. Potom vodi odjel konjičke taktike u Ratnoj školi u Bukureštu. U travnju 1909. promaknut je u čin potpukovnika, a te iste godine je raspoređen na službu u Glavni vojni inspektorat. Tri godine poslije, u travnju 1912., unaprijeđen je u čin pukovnika, nakon čega do ulaska Rumunjske u rat zapovijeda 2. konjičkom brigadom. 

## Prvi svjetski rat
Neposredno pred ulazak Rumunjske u rat Praporgescu je promaknut u čin brigadnog generala. Postaje zapovjednikom 20. divizije kojom uspješno vodi teške borbe u dolini Olta. U tim borbama protunapadom uspijeva zaustaviti njemačko napredovanje, nakon čega ga rumunjski Glavni stožer imenuje zapovjednikom I. korpusa umjesto Ioana Popovicija. Praporgescu nakon tog imenovanja odmah poduzima energične mjere kako bi spriječio njemačko napredovanje i prodor dolinom Olta. Često obilazi prve linije kako bi naložio provođenje mjera za uspješnu obranu, te ohrabrio vojnike.

## Smrt
Praporgescu je 13. listopada 1916. obilazio jedinice u planini Coti, u blizini Fagarasa kada je njegovoj neposrednoj blizini eksplodirala neprijateljska granata koja ga je smrtno ranila. 
Godine 1927. Praporgescu je posmrtno odlikovan Ordenom Mihaja Hrabrog, a pet godina poslije 3. calaraška pukovnija nazvana je njegovim imenom. Danas, u njegovom rodnom gradu tehnička škola i jedna ulica nose njegovo ime, jednako kao i jedna ulica u Bukureštu. Također, u okrugu Tulcea jedno naselje nosi naziv General Praporgescu.

## Vanjske poveznice
(rum.) David Praporgescu na stranici Ancerm.ro  Arhivirana inačica izvorne stranice od 2. travnja 2015. (Wayback Machine)